# Биганенко, Никифор Ильич
Никифор Ильич Биганенко (23 июня 1914 года, с. Плескачовка ныне Смелянский район Черкасской области — 27 июня 1977 года, Киев) — советский военный деятель, генерал-майор. Герой Советского Союза (31 мая 1945).

## Биография

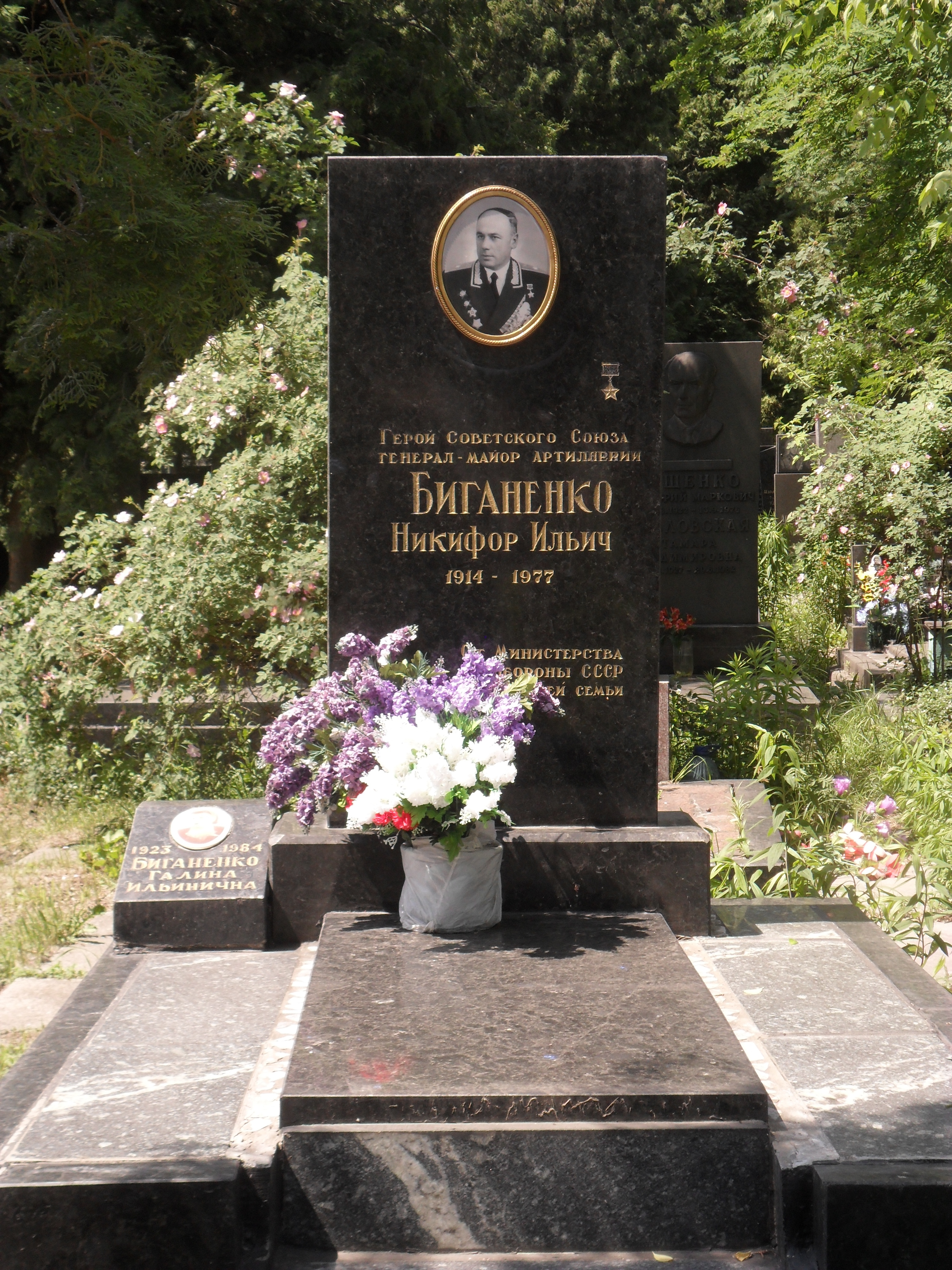
Могила Биганенко на Лукьяновском военном кладбище Киева.

Никифор Ильич Биганенко родился 23 июня 1914 года в селе Плескачовка Смелянского района Черкасской области в крестьянской семье.
В 1935 году закончил рабфак. Учился в Мелитопольском педагогическом училище.
В 1935 году Никифор Ильич Биганенко был призван в ряды РККА и в 1937 году закончил Киевское артиллерийское училище.
С июня 1941 года принимал участие в боях на фронтах Великой Отечественной войны. В 1942 году вступил в ряды ВКП(б).
Командуя 124-м гвардейским артиллерийским полком, подполковник Биганенко отличился в ходе Берлинской наступательной операции. С 16 апреля по 2 мая 1945 года полк под командованием Биганенко уничтожил шесть танков, одиннадцать штурмовых орудий, двадцать орудий и миномётов, пять реактивных установок, четырнадцать дзотов и блиндажей и сотни солдат и офицеров противника. Сам Биганенко был ранен, но продолжил командовать полком.
Указом Президиума Верховного Совета СССР от 31 мая 1945 года за образцовое командование полком и проявленные при этом личное мужество и героизм гвардии подполковнику Никифору Ильичу Биганенко присвоено звание Героя Советского Союза с вручением ордена Ленина и медали «Золотая Звезда» (№ 7378).
С окончанием войны Никифор Ильич Биганенко продолжил службу в армии. В 1960 году окончил курсы при Военно-артиллерийской командной академии, в 1965 году — Военную академию имени М. В. Фрунзе.
Был депутатом Верховного Совета СССР 2-го и 3-го созывов.
В 1970 году генерал-майор Никифор Ильич Биганенко вышел в отставку. Умер 27 июня 1977 года в Киеве. Похоронен на Лукьяновском военном кладбище.

## Награды
- Медаль «Золотая Звезда»;
- Орден Ленина;
- Четыре ордена Красного Знамени;
- Орден Суворова 3-й степени;
- Орден Отечественной войны 2-й степени;
- Три ордена Красной Звезды;
- Медали.